# 阮皇后 (莫茂洽)
阮皇后（越南语：／，？—？），姓阮氏（越南语：／），越南莫朝莫茂洽的皇后。
阮氏是文沛侯阮倦的長女或次女，在洪寧元年（1591年）前被淳福帝莫茂洽立為皇后。當時阮氏的三妹阮氏年是將領山郡公裴文奎的妻子，莫茂洽對其美色感興趣，就想殺死裴文奎以娶阮氏年。不過陰謀被裴文奎得知，他就率領兵士到嘉遠不朝見莫茂洽。